# Baie du Commonwealth
La baie du Commonwealth (en anglais : Commonwealth Bay) est une baie de 48 km de large à l'entrée entre le Point Alden et le cap Gray en Antarctique.

## Description
Elle a été découverte en 1912 par l'expédition antarctique australasienne de Douglas Mawson qui a créé sa base principale au cap Denison sur la baie. Elle fut nommée par l'expédition d'après le Commonwealth d'Australie.
Elle est listée à la fois dans le livre Guinness des records et la huitième édition de l'atlas de la National Geographic Society comme l'endroit le plus venteux sur Terre avec des vents dépassant régulièrement les 240 kilomètres à l'heure.
Les tempêtes  sont causées par le vent catabatique : un flux concentré d'air froid se déplaçant le long d'une pente  sur un champ de neige vers la mer. Le flux d'air est accéléré par l'augmentation du gradient à la surface de la glace, en particulier sur les falaises du cap Denison. En été, il y a des périodes de calme relatif mais durant l'hiver, les tempêtes sont particulièrement violentes et prolongées, et peuvent débuter et se terminer de façon inattendue. Un début et une fin brutale de la tempête peuvent être accompagnés d'un mouvement giratoire et d'un déplacement rapide des nuages le long de la ligne côtière.
Malgré ses conditions météorologiques extrêmes, la côte de la Baie du Commonwealth est un site de naissance important pour le pétrel antarctique, le manchot empereur, et le manchot Adélie.

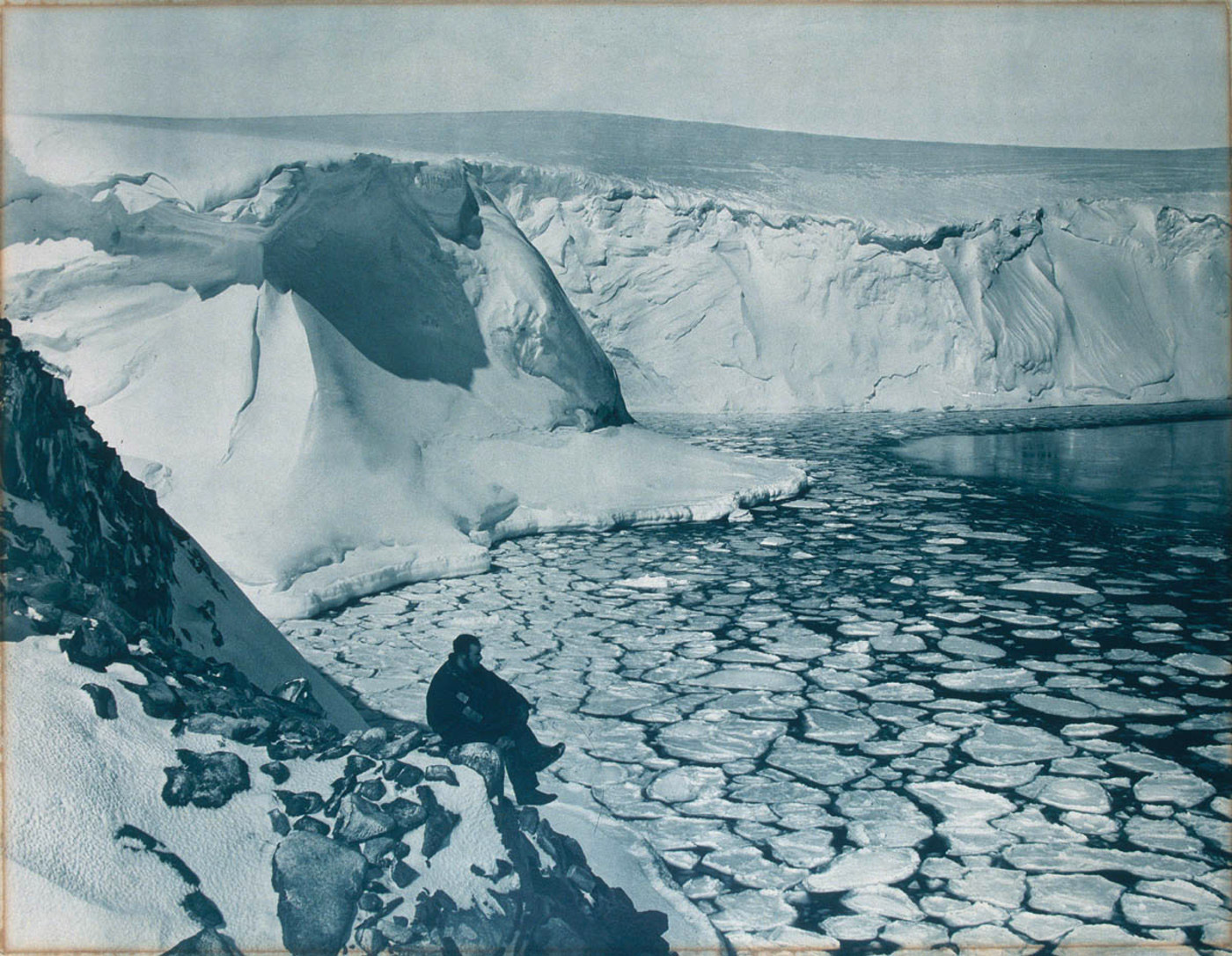
Une photographie de Frank Bickerton prise en baie du Commonwealth durant l'expédition antarctique australasienne en 1912.

## Liens  Externes
- Life On Commonwealth Bay by Reuters journalist Pauline Askin
- Commonwealth Bay photographs on Flickr